# منبع ولتاژ

منبع ولتاژ در مدار

منبع ولتاژ، (به انگلیسی: Voltage source) یک المان دو سر است که ولتاژ ثابتی را به مدار تزریق می‌کند. به‌طور ایدئال، چنین منبعی در صورتی که هر مقدار مقاومت به آن وصل شود ولتاژ ثابتی خواهد داشت اما در عمل وقتی از این منبع جریان کشیده می‌شود، ولتاژ آن افت می‌کند؛ زیرا همه آنها دارای یک مقاومت داخلی هستند و مقداری از ولتاژ در تقسیم مقاومتی به دو سر مقاومت داخلی می‌افتد و لذا برای مقاومت‌های بار مختلف، ولتاژ متفاوت خواهد بود.